# Saison 2015-2016 du Stade Malherbe Caen
Maillots
Chronologie
Saison précédente Saison suivante
La saison 2015-2016 du Stade Malherbe de Caen, club de football français, voit le club évoluer en Ligue 1. C'est la 15e saison du club normand à ce niveau.
L'objectif du club est d'assurer un deuxième maintien d'affilée, une performance que le club n'a plus réussi depuis plus de vingt ans. Le budget prévisionnel, volontairement prudent, augmente légèrement, de 26 à 28 millions d'euros.
Les Caennais réalisent un début de saison historiquement bon : après seize journées, ils sont deuxièmes du classement de Ligue 1, derrière le seul Paris Saint-Germain. Ils terminent finalement la saison au 7e rang, le deuxième meilleur classement de l'histoire du club.

## Historique

### Avant-saison
Les contrats de l'équipe technique, et notamment de l'entraîneur Patrice Garande, sont prolongés. Parmi les joueurs en fin de contrat, l'emblématique Nicolas Seube signe, à près de 36 ans, une prolongation d'un an, et l'attaquant Bengali-Fodé Koïta refuse la proposition qui lui est faite d'une prolongation de deux ans. À l'issue de leurs prêts respectifs, Emiliano Sala, Nicolas Benezet et Sloan Privat quittent l'effectif normand. 
Les dirigeants promettent de six à huit recrues. Les premières annoncées, dès les premiers jours de l'ouverture du marché des transferts, sont Florian Le Joncour, jeune défenseur central venu de CFA, Jordan Nkololo, milieu offensif du Clermont Foot 63, et Vincent Bessat, ailier gauche au FC Nantes. Tous trois en fin de contrat, ils arrivent libres et s'engagent pour trois ans. Le défenseur latéral Chaker Alhadhur, venu lui aussi du FC Nantes où il lui restait un an de contrat, s'engage ensuite pour quatre ans.
Côté départs, le seul joueur ayant obtenu en fin de saison l'autorisation d'être transféré est le milieu de terrain N'Golo Kanté, une des révélations du championnat la saison passée, dont le transfert tarde à se concrétiser. Finalement, le jeune espoir Thomas Lemar, courtisé par plusieurs clubs prestigieux et ayant fait connaître aux dirigeants ses velléités de départ, est cédé le 26 juin à l'AS Monaco contre une indemnité estimée à 4 millions d'euros. 
Cette cession permet au club de concrétiser le recrutement de plusieurs joueurs : le défenseur central Syam Ben Youssef, international tunisien né et formé en France, en fin de contrat avec l'Astra Giurgiu en Roumanie ; l'attaquant Andy Delort, co-meilleur buteur de Ligue 2 en 2014 avec Mathieu Duhamel, qui sort d'une année difficile à Wigan en Angleterre, est transféré contre une indemnité estimée à 1,4 million d'euros ; Jonathan Delaplace, milieu relayeur du Lille OSC, recruté pour 600 000 €, puis le milieu de terrain offensif haïtien Jeff Louis, en provenance du Standard de Liège en Belgique.
Damien Perquis, gardien de but remplaçant au club depuis 2008, n'est pas retenu quand le Valenciennes FC lui propose un contrat de trois ans. Début août, après plusieurs semaines d'agitation médiatique, N'Golo Kanté est transféré à Leicester, en Angleterre, contre une indemnité comprise entre huit et dix millions d'euros (selon les bonus), un record dans l'histoire du club normand. Duhamel et Raspentino, revenus de deux prêts qu'ils avaient demandé en cours de saison, sont invités publiquement à se trouver un nouveau club. Mathieu Duhamel signe avec le rival du Havre, en Ligue 2, le 20 août après avoir résilié sa dernière année de contrat. Au dernier jour du marché des transferts, Raspentino signe au SC Bastia, tandis que le club procède à un échange avec le LOSC Lille : Lenny Nangis est cédé au club nordiste d'où arrive l'attaquant Ronny Rodelin en prêt avec option d'achat. Le 15 septembre le club recrute l'ailier burundais Saidi Ntibazonkiza, libre de tout contrat.
Par ailleurs, le jeune latéral droit Cheick Traoré, qui signe en juin son premier contrat professionnel, est prêté à l'US Avranches. Deux autres jeunes, évoluant au milieu de terrain, signent leurs premiers contrats professionnels : Jordan Leborgne, à 19 ans, et Jean-Victor Makengo, à tout juste 17 ans.
| Nom                 | Nationalité | Transfert (montant)      | Provenance/Destination                 | Division            |
| Arrivées            | Arrivées    | Arrivées                 | Arrivées                               | Arrivées            |
| ------------------- | ----------- | ------------------------ | -------------------------------------- | ------------------- |
| Mathieu Duhamel     | France      | Retour de prêt           | Évian TG                               | Ligue 1             |
| Florian Raspentino  | France      | Retour de prêt           | Dijon FCO                              | Ligue 2             |
| Florian Le Joncour  | France      | Transfert (libre)        | US Concarneau                          | CFA                 |
| Jordan Nkololo      | RD Congo    | Transfert (libre)        | Clermont Foot 63                       | Ligue 2             |
| Vincent Bessat      | France      | Transfert (libre)        | FC Nantes                              | Ligue 1             |
| Chaker Alhadhur     | Comores     | Transfert                | FC Nantes                              | Ligue 1             |
| Syam Ben Youssef    | Tunisie     | Transfert (libre)        | FC Astra Giurgiu                       | Roumanie            |
| Andy Delort         | France      | Transfert (env. 1,4 M€)  | Wigan AFC                              | FL Championship     |
| Jonathan Delaplace  | France      | Transfert (env. 0,6 M€)  | Lille OSC                              | Ligue 1             |
| Jeff Louis          | Haïti       | Transfert (1 à 2 M€)     | Standard de Liège                      | Division 1          |
| Ronny Rodelin       | France      | Prêt avec option d'achat | LOSC Lille                             | Ligue 1             |
| Saidi Ntibazonkiza  | Burundi     | Transfert (libre)        | Akhisarspor                            | Süper Lig           |
| Jordan Leborgne     | France      | Premier contrat pro      | -                                      | -                   |
| Cheick Traoré       | France      | Premier contrat pro      | -                                      | -                   |
| Jean-Victor Makengo | France      | Premier contrat pro      | -                                      | -                   |
| Départs             |             |                          |                                        |                     |
| Jean-Jacques Pierre | France      | Fin de contrat           | Tours FC                               | Ligue 2             |
| Felipe Saad         | Brésil      | Fin de contrat           | RC Strasbourg                          | National            |
| Jean Calvé          | France      | Fin de contrat           | -                                      | -                   |
| Yrondu Musavu-King  | Gabon       | Fin de contrat           | Grenade CF                             | Liga                |
| José Saez           | France      | Fin de contrat           | -                                      | -                   |
| Bengali-Fodé Koïta  | France      | Fin de contrat           | Blackburn Rovers FC                    | FL Championship     |
| Emiliano Sala       | Argentine   | Retour de prêt           | Girondins de Bordeaux                  | Ligue 1             |
| Nicolas Benezet     | France      | Retour de prêt           | Évian TG                               | Ligue 2             |
| Sloan Privat        | France      | Retour de prêt           | KAA La Gantoise (prêt à l'EA Guingamp) | Belgique ( Ligue 1) |
| Thomas Lemar        | France      | Transfert (env. 4 M€)    | AS Monaco                              | Ligue 1             |
| Damien Perquis      | France      | Transfert                | Valenciennes FC                        | Ligue 2             |
| Cheick Traoré       | France      | Prêt                     | US Avranches                           | National            |
| N'Golo Kanté        | France      | Transfert (8 à 10 M€)    | Leicester CFC                          | Premier League      |
| Mathieu Duhamel     | France      | Résiliation de contrat   | Le Havre AC                            | Ligue 2             |
| Florian Raspentino  | France      | Résiliation de contrat   | SC Bastia                              | Ligue 1             |
| Lenny Nangis        | France      | Transfert (env. 1 M€)    | LOSC Lille                             | Ligue 1             |

La reprise de l'entraînement a lieu le 30 juin. Le groupe réalise sa préparation en Normandie et en Bretagne. Plusieurs matchs amicaux sont prévus : contre Vannes OC (DH) le 8 juillet (victoire 4-0), contre Le Havre AC (L2) le 14 pour le traditionnel Trophée des Normands (1-0), contre le SCO Angers (L1) le 22 (1-1), contre le FC Lorient le 25 (0-0) et enfin contre l'US Avranches (National) le 1er août (victoire 4-1). Delort inscrit quatre buts lors de ces cinq matchs.

### Récit de la phase aller

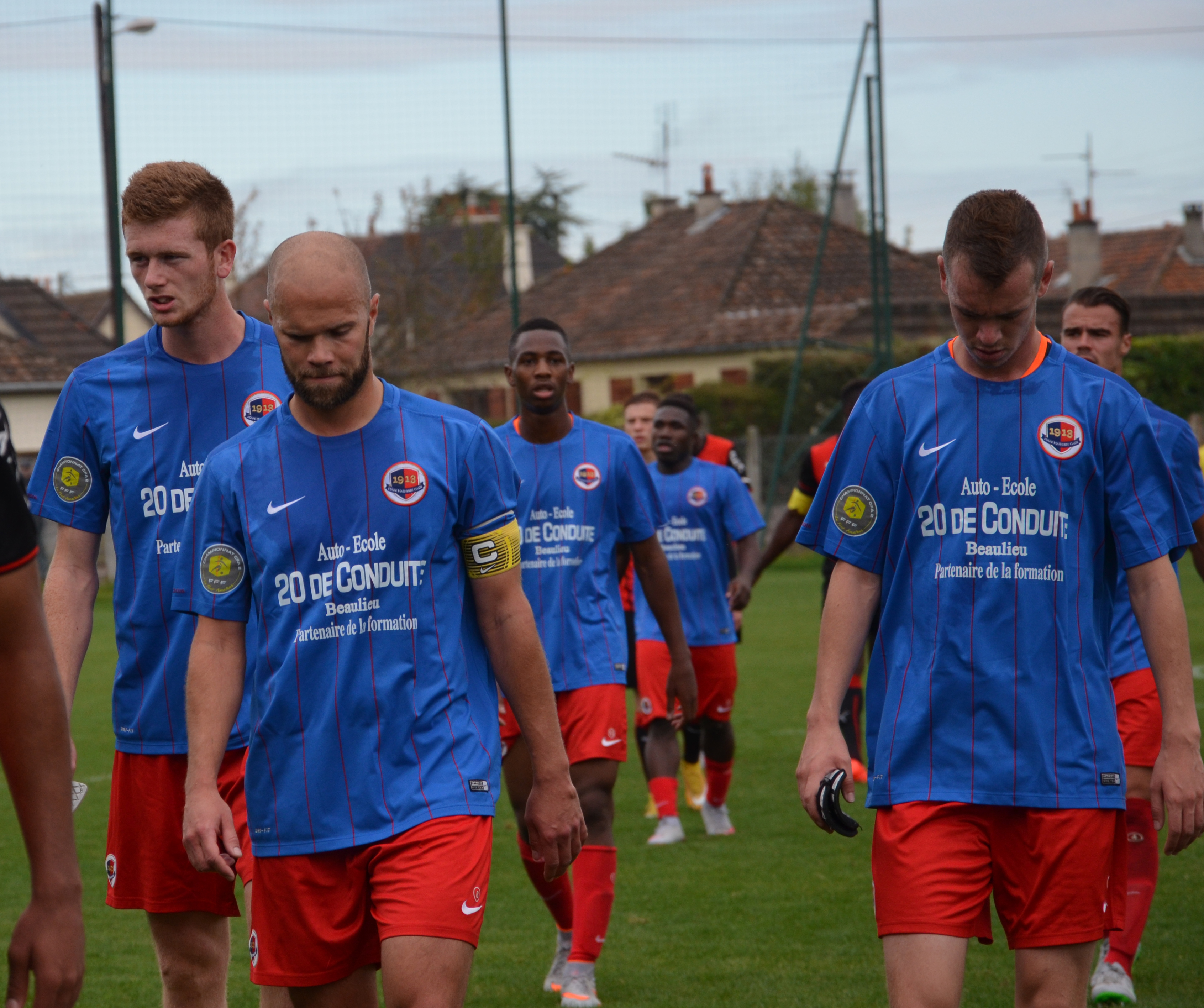
Joueurs de l'équipe réserve face au Stade rennais.

Le Stade Malherbe commence sa saison par une victoire sur le terrain de l'Olympique de Marseille, comme lors de la saison 2010-2011. Andy_Delort est le seul buteur du match, d'une frappe puissante et lointaine en première période. Rémy_Vercoutre réalise de son côté plusieurs parades décisives. Après la rencontre, l'entraineur marseillais Marcelo_Bielsa démissionne, déclenchant une tempête médiatique.  
Les Caennais enchaînent avec une victoire heureuse face à Toulouse (1-0), Damien Da Silva convertissant de la tête un coup franc de Julien Féret, au bout d'un match équilibré, puis deux défaites frustrantes. À Nice d'abord, où Hatem Ben Arfa puis Alassane Pléa marquent sur deux exploits individuels (1-2), puis à domicile face à Lyon, dont l'attaquant Nabil Fekir inscrit un triplé sur ses trois premiers tirs (0-4). Malgré l'ampleur de la défaite, l'entraîneur caennais affirme voir dans ce match beaucoup de points positifs. 
Caen se déplace ensuite sur le terrain du promu troyen. Largement dominateurs, même après avoir été réduits à dix, les Caennais l'emportent logiquement (1-3). Ils récidivent à domicile face à Montpellier, une équipe en difficulté depuis le début de saison. Au bout d'une deuxième période de grande qualité, ils arrachent la victoire grâce au premier but de Jeff Louis, dans les arrêts de jeu. Quatre jours plus tard, ils s'inclinent à Lorient, qui marque sur deux coups de pied arrêtés et profite de l'inefficacité caennaise en attaque, mais se rattrapent peu après en dominant logiquement le Gazélec Ajaccio, un autre promu en difficulté (2-0). Après ces trois victoires en quatre matchs rapprochés, le Stade Malherbe compte 15 points, soit autant qu'à l'issue des matchs aller la saison précédente.  
Lors de la 9e journée, les Caennais passent un test important en recevant Saint-Étienne, deuxième au classement. Encore une fois solides et dominateurs dans le jeu, ils gagnent grâce au premier but de Delort au stade Michel-d'Ornano, et grimpent à la troisième place. Deux semaines plus tard, ils remportent une troisième victoire consécutive à Reims grâce à un nouveau but de Féret, servi par Delort. Après trois défaites consécutives, deux en championnat, à domicile face à Nantes puis à Bastia, et une en Coupe de Ligue face à l'OGC Nice, à domicile, les Caennais renouent avec le succès face à l'EA Guingamp grâce à deux exploits de Féret et Delort. À la trêve internationale de novembre, après 13 journées, les Normands sont troisièmes du championnat.
| Rang | Équipe                     | Pts | J  | G  | N | P | Bp | Bc | Diff |
| ---- | -------------------------- | --- | -- | -- | - | - | -- | -- | ---- |
| 1    | Paris Saint-Germain FC T S | 35  | 13 | 11 | 2 | 0 | 31 | 6  | +25  |
| 2    | Olympique lyonnais         | 25  | 13 | 7  | 4 | 2 | 19 | 7  | +12  |
| 3    | SM Caen                    | 24  | 13 | 8  | 0 | 5 | 14 | 14 | 0    |
| 4    | Angers SCO P               | 22  | 13 | 6  | 4 | 3 | 12 | 9  | +3   |
| 5    | AS Saint-Étienne           | 22  | 13 | 7  | 1 | 5 | 17 | 17 | 0    |
| 6    | OGC Nice                   | 21  | 13 | 6  | 3 | 4 | 27 | 17 | +10  |

À la reprise, fin novembre, les Caennais concèdent un match nul et vierge à domicile face à Angers SCO, après avoir joué une heure à dix, puis s'imposent de manière spectaculaire à Bordeaux (4-1). Pour la première fois de la saison, l'équipe prend place à la 2e place du championnat, treize points derrière le Paris SG mais deux devant Angers, troisième.
Le mois de décembre est plus difficile. Les Caennais terminent sur quatre matchs sans victoire, deux matchs nuls obtenus à Monaco et Rennes, mais aussi deux défaites à domicile, une décevante face au Lille OSC et une autre plus attendue face au Paris SG. A mi saison, le SM Caen pointe au 4e rang avec 30 points.

### Mercato d'hiver
Le club caennais annonce vouloir se renforcer sur deux postes : un milieu axial et un attaquant. Le 26 janvier, le prêt avec option d'achat du milieu de terrain ivoirien Ismaël Diomandé, venu de l'AS Saint-Étienne, est officialisé. Le 1er février, le club recrute deux attaquants en Ligue 2 : l'ailier ivoirien de Tours Christian Kouakou et le buteur sénégalais de Bourg Péronnas Pape Sané. Ce dernier est prêté à son ancien club jusqu'à la fin de la saison. Le montant de chacun des deux transferts est inférieur à un million d'euros (entre 400 et 600 000 euros pour Kouakou).  

### Récit de la phase retour
L'année 2016 débute par trois nouvelles déceptions : d'abord une élimination en Coupe de France, à domicile face à l'Olympique de Marseille, aux tirs au but, puis deux nettes défaites en championnat, à Angers puis face à Marseille encore, qui repousse l'équipe à la septième place. Les Caennais mettent fin à cette série de sept matchs sans victoire en prenant le dessus sur Montpellier sur son terrain, le 23 janvier, puis sur Nice, 3e, à domicile. Le 28 février, après une victoire à Saint-Étienne pour le compte de la 28e journée, les Caennais comptent 42 points, un seuil considéré comme suffisants pour se maintenir. Ils sont alors 4es du classement et deviennent aux yeux des médias des prétendants aux places européennes.  
La suite est cependant plus difficile. Le Stade Malherbe ne remporte qu'un seul des six matchs suivants, face au dernier, l'ES Troyes AC. Après plusieurs résultats décevants, dont la plus lourde défaite de l'histoire du club en première division (sur le terrain du Paris Saint-Germain, 0-6), le directeur général Xavier Gravelaine exige publiquement que l'équipe se ressaisisse et remporte au moins six points lors des quatre derniers matchs. Avec deux matchs nuls et deux victoires, c'est chose faite. Le club termine au 7e rang du championnat, le premier rang non qualificatif pour les compétitions européennes - un des meilleurs classements de l'histoire du club, qui lui permet notamment de devancer ses concurrents régionaux du Grand Ouest : Stade rennais, FC Nantes, EA Guingamp, FC Lorient et SCO Angers.
| Rang | Équipe                         | Pts | J  | G  | N  | P  | Bp  | Bc | Diff |
| ---- | ------------------------------ | --- | -- | -- | -- | -- | --- | -- | ---- |
| 1    | Paris Saint-Germain FC'T'S'L'C | 96  | 38 | 30 | 6  | 2  | 102 | 19 | +83  |
| 2    | Olympique lyonnais             | 65  | 38 | 19 | 8  | 11 | 67  | 45 | +22  |
| 3    | AS Monaco FC                   | 65  | 38 | 17 | 14 | 7  | 57  | 50 | +7   |
| 4    | OGC Nice                       | 63  | 38 | 18 | 9  | 11 | 58  | 41 | +17  |
| 5    | Lille OSC                      | 60  | 38 | 15 | 15 | 8  | 39  | 27 | +12  |
| 6    | AS Saint-Étienne               | 58  | 38 | 17 | 7  | 14 | 42  | 37 | +5   |
| 7    | SM Caen                        | 54  | 38 | 16 | 6  | 16 | 39  | 52 | -13  |

## Joueurs et club

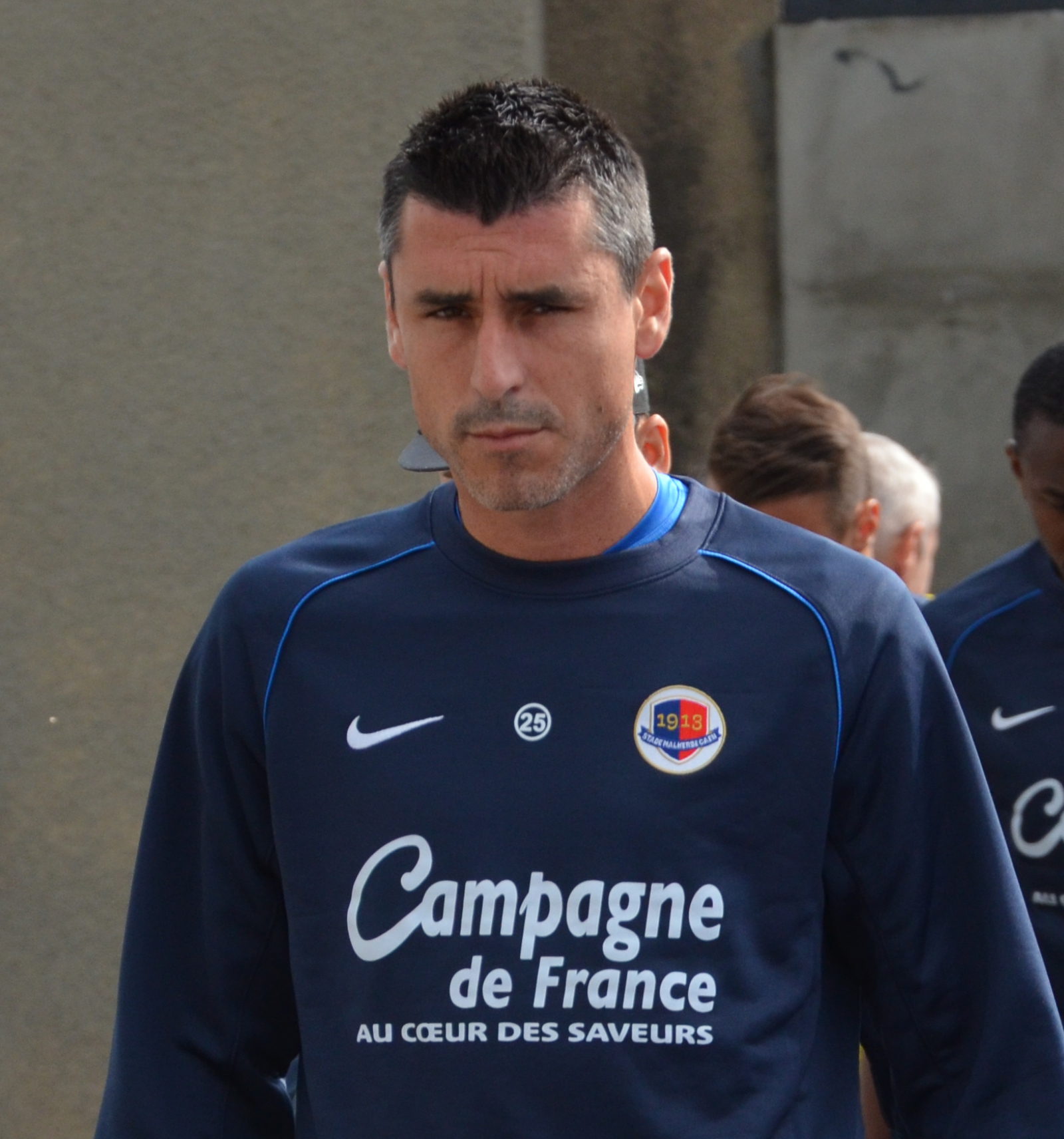
Julien Féret, capitaine et meilleur passeur cette saison.

### Staff technique
Patrice Garande est maintenu à son poste et son contrat prolongé jusqu'en 2017.

### Sponsors et équipementier
L'équipementier du club est depuis 2007 l'Américain Nike, qui entame la dernière saison de son contrat. Il fournit pour cette saison un équipement qui diffère des années précédentes, avec un maillot bleu à très fines rayures rouges, tandis que le short et les bas sont rouges.
L'équipement extérieur, d'ordinaire noir ou blanc, laisse place cette fois au violet et au vert fluo.

## Les rencontres de la saison

### Championnat de Ligue 1
Le championnat débute le 7 août 2015 et s'achève le 14 mai 2016, pratiquement un mois avant l'ouverture du championnat d'Europe organisé en France.
| Date                  | Journée | Adversaire             | Lieu | Résultat | Buteurs pour le SM Caen                                      | Points | Class. | Affluence | Averti                                   | Carton rouge |
| --------------------- | ------- | ---------------------- | ---- | -------- | ------------------------------------------------------------ | ------ | ------ | --------- | ---------------------------------------- | ------------ |
| samedi 8 août         | 1       | Olympique de Marseille | Ext. | 0-1      | Delort 27e                                                   | 3      | 6e     | 56 158    |                                          |              |
| samedi 15 août        | 2       | Toulouse FC            | Dom. | 1-0      | Da Silva 69e                                                 | 6      | 3e     | 16 791    | Adéoti                                   |              |
| samedi 22 août        | 3       | OGC Nice               | Ext. | 2-1      | Delort 67e                                                   | 6      | 6e     | 15 908    | Nangis, Seube, Louis                     |              |
| samedi 29 août        | 4       | Olympique lyonnais     | Dom. | 0-4      |                                                              | 6      | 9e     | 19 795    | Alhadhur                                 | Da Silva     |
| samedi 12 septembre   | 5       | ESTAC Troyes           | Ext. | 1-3      | Féret 22e, Yahia 38e, Bessat 63e                             | 9      | 5e     | 10 795    | Ben Youssef                              | Ben Youssef  |
| samedi 19 septembre   | 6       | Montpellier HSC        | Dom. | 2-1      | Rodelin 19e, Louis 90+2e                                     | 12     | 4e     | 15 069    | Adéoti, Delort                           |              |
| mercredi 23 septembre | 7       | FC Lorient             | Ext. | 2-0      |                                                              | 12     | 7e     | 9076      | Nkololo, Ben Youssef                     |              |
| samedi 26 septembre   | 8       | GFC Ajaccio            | Dom. | 2-0      | Rodelin 28e, Imorou 55e                                      | 15     | 6e     | 15 835    | Leborgne                                 |              |
| dimanche 4 octobre    | 9       | AS Saint-Étienne       | Dom. | 1-0      | Delort 62e                                                   | 18     | 3e     | 19 070    |                                          |              |
| samedi 17 octobre     | 10      | Stade de Reims         | Ext. | 0-1      | Féret 74e                                                    | 21     | 3e     | 10 552    | Leborgne, Appiah, Yahia                  |              |
| samedi 24 octobre     | 11      | FC Nantes              | Dom. | 0-2      |                                                              | 21     | 4e     | 19 571    | Appiah                                   |              |
| samedi 31 octobre     | 12      | SC Bastia              | Ext. | 1-0      |                                                              | 21     | 5e     | 10 386    | Yahia, Da Silva                          |              |
| samedi 7 novembre     | 13      | EA Guingamp            | Dom. | 2-1      | Féret 62e, Delort 71e                                        | 24     | 3e     | 16 111    | Delort                                   |              |
| dimanche 22 novembre  | 14      | Angers SCO             | Dom. | 0-0      |                                                              | 25     | 3e     | 18 101    | Féret                                    | Yahia        |
| dimanche 29 novembre  | 15      | Girondins de Bordeaux  | Ext. | 1-4      | Ben Youssef 6e, Da Silva 56e, Carrasso 61e (csc), Delort 77e | 28     | 2e     | 18 830    | Alhadhur, Adeoti                         |              |
| mercredi 2 décembre   | 16      | AS Monaco              | Ext. | 1-1      | Rodelin 86e                                                  | 29     | 2e     | 5 388     | Bessat, Leborgne                         |              |
| samedi 5 décembre     | 17      | LOSC Lille             | Dom. | 1-2      | Delort 70e (pen.)                                            | 29     | 3e     | 15 952    | Yahia, Delaplace                         |              |
| vendredi 11 décembre  | 18      | Stade rennais FC       | Ext. | 1-1      | Ben Youssef 79e                                              | 30     | 4e     | 23 471    |                                          | Imorou       |
| samedi 19 décembre    | 19      | Paris Saint-Germain    | Dom. | 0-3      |                                                              | 30     | 4e     | 20 679    | Seube, Da Silva, Makengo                 |              |
| samedi 9 janvier      | 20      | Angers SCO             | Ext. | 2-0      |                                                              | 30     | 5e     | 12 208    | Delort, Seube                            |              |
| dimanche 17 janvier   | 21      | Olympique de Marseille | Dom. | 1-3      | Rodelin 67e                                                  | 30     | 7e     | 20 513    | Imorou, Bazile                           |              |
| samedi 23 janvier     | 22      | Montpellier HSC        | Ext. | 1-2      | Rodelin 40e, Delort 52e                                      | 33     | 7e     | 9 076     | Vercoutre                                |              |
| samedi 30 janvier     | 23      | OGC Nice               | Dom. | 2-0      | Rodelin 12e, Delort 41e (pen.)                               | 36     | 5e     | 17 061    | N'Kololo                                 |              |
| mercredi 3 février    | 24      | LOSC Lille             | Ext. | 1-0      |                                                              | 36     | 6e     | 27 312    | N'Kololo, Delort                         | N'Kololo     |
| samedi 6 février      | 25      | Stade de Reims         | Dom. | 0-2      |                                                              | 36     | 8e     | 16 018    | Da Silva, Kouakou, Adeoti                |              |
| dimanche 14 février   | 26      | Olympique lyonnais     | Ext. | 4-1      | Delort 58e                                                   | 36     | 10e    | 38 467    | Da Silva, Bessat, N'Kololo, Yahia, Seube |              |
| dimanche 21 février   | 27      | Stade rennais FC       | Dom. | 1-0      | Ntibazonkiza 54e                                             | 39     | 7e     | 15 455    | Delort                                   |              |
| dimanche 28 février   | 28      | AS Saint-Etienne       | Ext. | 1-2      | Delort 78e, Rodelin 82e                                      | 42     | 4e     | 29 475    | Adeoti                                   |              |
| vendredi 4 mars       | 29      | AS Monaco              | Dom. | 2-2      | Féret 64e (pen.), Kouakou 89e                                | 43     | 6e     | 17 926    | Yahia                                    |              |
| samedi 12 mars        | 30      | GFC Ajaccio            | Ext. | 1-0      |                                                              | 43     | 7e     | 3 488     |                                          |              |
| samedi 19 mars        | 31      | ESTAC Troyes           | Dom. | 2-1      | Yahia 35e, Rodelin 54e                                       | 46     | 6e     | 17 585    | Rodelin                                  |              |
| samedi 2 avril        | 32      | Toulouse FC            | Ext. | 2-0      |                                                              | 46     | 8e     | 13 997    |                                          |              |
| samedi 9 avril        | 33      | FC Lorient             | Dom. | 1-2      | Appiah 64e                                                   | 46     | 9e     | 17 408    |                                          |              |
| samedi 16 avril       | 34      | Paris Saint-Germain    | Ext. | 6-0      |                                                              | 46     | 9e     | 44 807    |                                          |              |
| dimanche 24 avril     | 35      | EA Guingamp            | Ext. | 1-1      | Rodelin 30e                                                  | 47     | 9e     | 16 203    |                                          |              |
| samedi 30 avril       | 36      | SC Bastia              | Dom. | 0-0      |                                                              | 48     | 10e    | 17 016    |                                          |              |
| samedi 7 mai          | 37      | FC Nantes              | Ext. | 1-2      | Rodelin 5e, Delort 45e (pen.)                                | 51     | 8e     | 31 321    |                                          |              |
| samedi 14 mai         | 38      | Girondins de Bordeaux  | Dom. | 1-0      | Delort 14e (pen.)                                            | 54     | 7e     | 19 599    |                                          |              |

### Coupe de France
Comme les autres clubs de Ligue 1, le SM Caen entre en lice en trente-deuxièmes de finale, le premier week-end de janvier 2016. Au premier tour face à l'Olympique de Marseille, les Caennais ne parviennent pas à marquer avant de voir lors de la séance décisive de tirs au but trois de leurs essais repoussés par Steve Mandanda.
| Date                    | Tour           | Adversaire             | Lieu | Résultat         | Buteurs pour le SM Caen | Affluence |
| ----------------------- | -------------- | ---------------------- | ---- | ---------------- | ----------------------- | --------- |
| dimanche 3 janvier 2016 | 1/32 de finale | Olympique de Marseille | Dom. | 0-0 t. a. b. 1-3 |                         | 15 887    |

### Coupe de la Ligue
Le SM Caen fait partie des 14 équipes de Ligue 1 qui ne participent à aucune coupe d'Europe et qui donc commencent la compétition les 27 et 28 octobre 2015 avec les six vainqueurs du deuxième tour. Il s'incline dès son entrée en lice après un match dont l'arbitrage est malheureux.
| Date                  | Tour           | Adversaire | Lieu | Résultat | Buteurs pour le SM Caen | Affluence |
| --------------------- | -------------- | ---------- | ---- | -------- | ----------------------- | --------- |
| mardi 27 octobre 2014 | 1/16 de finale | OGC Nice   | Dom. | 1-2      | Delort 14e              | 10 098    |

## Équipe réserve
L'équipe réserve, dirigée par l'ancien joueur professionnel Grégory Proment, évolue dans le groupe H de CFA 2, avec entre autres l'ASPTT Caen et l'AS Beauvais, ancien pensionnaire de Ligue 2. À mi-saison, après 13 journées, l'équipe est 4e, à quatre points du leader.

## Statistiques

### Buteurs (toutes compétitions)
| Rang | Joueur             | Ligue 1 | Coupe de France | Coupe de la Ligue | Total |
| ---- | ------------------ | ------- | --------------- | ----------------- | ----- |
| 1    | Andy Delort        | 12      | 0               | 1                 | 13    |
| 2    | Ronny Rodelin      | 10      | 0               | 0                 | 10    |
| 3    | Julien Féret       | 4       | 0               | 0                 | 4     |
| 4    | Syam Ben Youssef   | 3       | 0               | 0                 | 3     |
| 5    | Damien Da Silva    | 2       | 0               | 0                 | 2     |
| 6    | Dennis Appiah      | 1       | 0               | 0                 | 1     |
| 6    | Vincent Bessat     | 1       | 0               | 0                 | 1     |
| 6    | Emmanuel Imorou    | 1       | 0               | 0                 | 1     |
| 6    | Christian Kouakou  | 1       | 0               | 0                 | 1     |
| 6    | Jeff Louis         | 1       | 0               | 0                 | 1     |
| 6    | Saidi Ntibazonkiza | 1       | 0               | 0                 | 1     |
| 6    | Alaeddine Yahia    | 1       | 0               | 0                 | 1     |

### Passeurs (toutes compétitions)
| Rang | Joueur             | Ligue 1 | Coupe de France | Coupe de la Ligue | Total |
| ---- | ------------------ | ------- | --------------- | ----------------- | ----- |
| 1    | Julien Féret       | 6       | 0               | 0                 | 6     |
| 2    | Hervé Bazile       | 3       | 0               | 0                 | 3     |
| 3    | Andy Delort        | 2       | 0               | 0                 | 2     |
| 3    | Lenny Nangis       | 2       | 0               | 0                 | 2     |
| 3    | Ronny Rodelin      | 2       | 0               | 0                 | 2     |
| 6    | Dennis Appiah      | 1       | 0               | 0                 | 1     |
| 6    | Syam Ben Youssef   | 1       | 0               | 0                 | 1     |
| 6    | Vincent Bessat     | 1       | 0               | 0                 | 1     |
| 6    | Jonathan Delaplace | 1       | 0               | 0                 | 1     |
| 6    | Emmanuel Imorou    | 1       | 0               | 0                 | 1     |
| 6    | Jordan Leborgne    | 1       | 0               | 0                 | 1     |
| 6    | Alexandre Raineau  | 0       | 0               | 1                 | 1     |